# Elecciones estatales extraordinarias de Sonora de 2013
Las Elecciones Estatales Extraordinarias del Estado de Sonora de 2013 fueron llevadas a cabo el domingo 7 de julio de 2013. Durante estas se eligió el siguiente cargo de elección popular del estado mexicano de Sonora:
- Diputado del XVII Distrito Local de Sonora con cabecera en la zona centro de la Ciudad Obregón, Sonora.

## Resultados Electorales[1]
|  | 25.98 % |

|  | 61.8 % |

|  | 7.23 % |

|  | 0.81 % |

|  | 2.68 % |

|  | 1.5 % |

|  | 100.00 % |